# Brøndby Stadion
Brøndby Stadion je fotbalový stadion v Brøndby, domácí zápasy zde hraje Brøndby IF, příležitostně zde hraje domácí utkání dánská fotbalová reprezentace.

## Historie
Stavba stadionu začala v roce 1965, když spojením dvou kodaňských klubů vzniklo Brøndby IF. První stadion bylo pouze travnaté hřiště obehnané atletickou dráhou; neměl ani tribuny, fanoušci stáli za tyčí, která byla po celém obvodu dráhy. Oficiální otevření bylo naplánováno na začátek léta 1965, ale kvůli problémům s trávou se otevření přesunulo až na konec července 1966. Ještě v roce 1966 ke vstupu přibyly 2 moderní turnikety. S postupem klubu do 3. dánské ligy v roce 1977 bylo rozhodnuto o postavení kryté tribuny pro diváky; stavba byla dokončena v roce 1979, vešlo se na ni 1 335 sedících diváků, byl zde prostor pro moderátora, média a televizi. Pod tribunou byly vystavěny šatny, kiosek, toalety a kancelář. S novou tribunou se zvýšila kapacita stadionu na 5 000. Na podzim 1981 postoupilo Brøndby do 1. ligy a starosta města rozhodl o vybudování protilehlé tribuny, která pojala dalších pět tisíc diváků, kapacita se tedy zvedla na deset tisíc.
V sezoně 1990/1991 dosáhlo Brøndby nevídaného úspěchu – probojovalo se do čtvrtfinále tehdejšího Poháru UEFA. Stadion ale nesplňoval podmínky pro konání takových soutěží, před utkáním s Torpedem Moskva tak bylo nutné postavit provizorní tribuny, které zvedly kapacitu na 15 tisíc. Pro senzační semifinále proti AS Řím byla kapacita navýšena až na 17 tisíc. Vedení klubu si uvědomovalo nedostatečnost tohoto řešení, současně tak podalo návrh na výstavbu nového národního stadionu pro dánskou reprezentaci, který by pojal až 60 tisíc diváků. Tyto plány se ale nikdy neuskutečnily, jelikož se novým národním stadionem stal Parken, domov rivala FC Kodaň.
Jak Brøndby získávalo úspěchy na domácí i mezinárnodní scéně, tak rostla i poptávka po odpovídajícím stadionu, některé zápasy totiž musely být odehrány na jiném stadionu (konkrétně na Københavns Idrætspark, původním Parkenu). První krok ke zlepšení přinesl rok 1990, kdy byla rozšířena a zastřešena protilehlá tribuna. Navzdory zlepšení stadion stále nesplňoval kritéria UEFA.
V roce 1991 vedení obce rozhodlo o tom, že Brøndby IF bude mít ryze fotbalový stadion. Stavba začala v prosinci 1991, kdy byla ze stadionu odebrána atletická dráha, a na jaře 1992 bylo hotovo: čtyři kryté tribuny, celková kapacita téměř 21 tisíc diváků, z toho 6 tisíc sedících. Navzdory výstavbě ale stadion stále nesplňoval kritéria, a pro velké zápasy UEFA si tak klub musel pronajímat Parken. Pro Brøndby se jednalo o porážku na cti i financích. Obec se tak rozhodla o koupi stadionu. Tak se také v květnu 1998 stalo, částka se vyšplhala na 23,5 milionu dánských korun.
V lednu 1999 začala výstavba nového stadionu pro Brøndby IF. Celková cena rekonstrukce se vyšplhala na 270 milionů dánských korun. Stadion byl rozšířen na 30 000.